# コルネリス・ボス
コルネリス・ボス（Cornelis Bos 、姓は Bossche とも、1506年から1510年頃の生まれ、1555年5月7日以前に死去）はフランドルの版画家、版画、書籍出版者である。イタリアの美術作品の複製版画などで知られる。

## 略歴
現在のオランダ、北ブラバント州のスヘルトーヘンボスの生れで、姓の「Bos」はこの出身地の名にちなんでいるとされる。1541年にはアントウェルペンの市民として登録され、「聖ルカ組合」に属していて、マールテン・ファン・ヘームスケルク(Maerten van Heemskerck:1498–1574)らの原画に基づく複製版画を残している。 
フランドルの有名な版画出版人、ピーテル・クック・ファン・アールスト(Pieter Coecke van Aelst:1502–1550)によって出版されたセバスティアーノ・セルリオの建築に関する書籍のオランダ語翻訳版や解剖学の書籍になどの多くの書籍に精密な図版を制作したことでも知られる。
1544年の夏に、異端の宗派に参加したと疑われたことから、アントウェルペンから逃亡することになり、パリに隠れたと考えられており、1546年から1548年の間はドイツのニュルンベルクでボスの作品が出版されている。イタリアの版画家、アゴスティーノ・ヴェネツィアーノ(Agostino Veneziano:c.1490– c.1540)やマルカントニオ・ライモンディ(Marcantonio Raimondi:c.1470/82– c.1534)の作品の複製を制作していることから、1548年から1850年の間にイタリアに滞在したことがあるとも考えられている。
1548年から没するまではフローニンゲンで活動し、ヤン・ファン・スコーレルらの画家と交流した。

## 作品

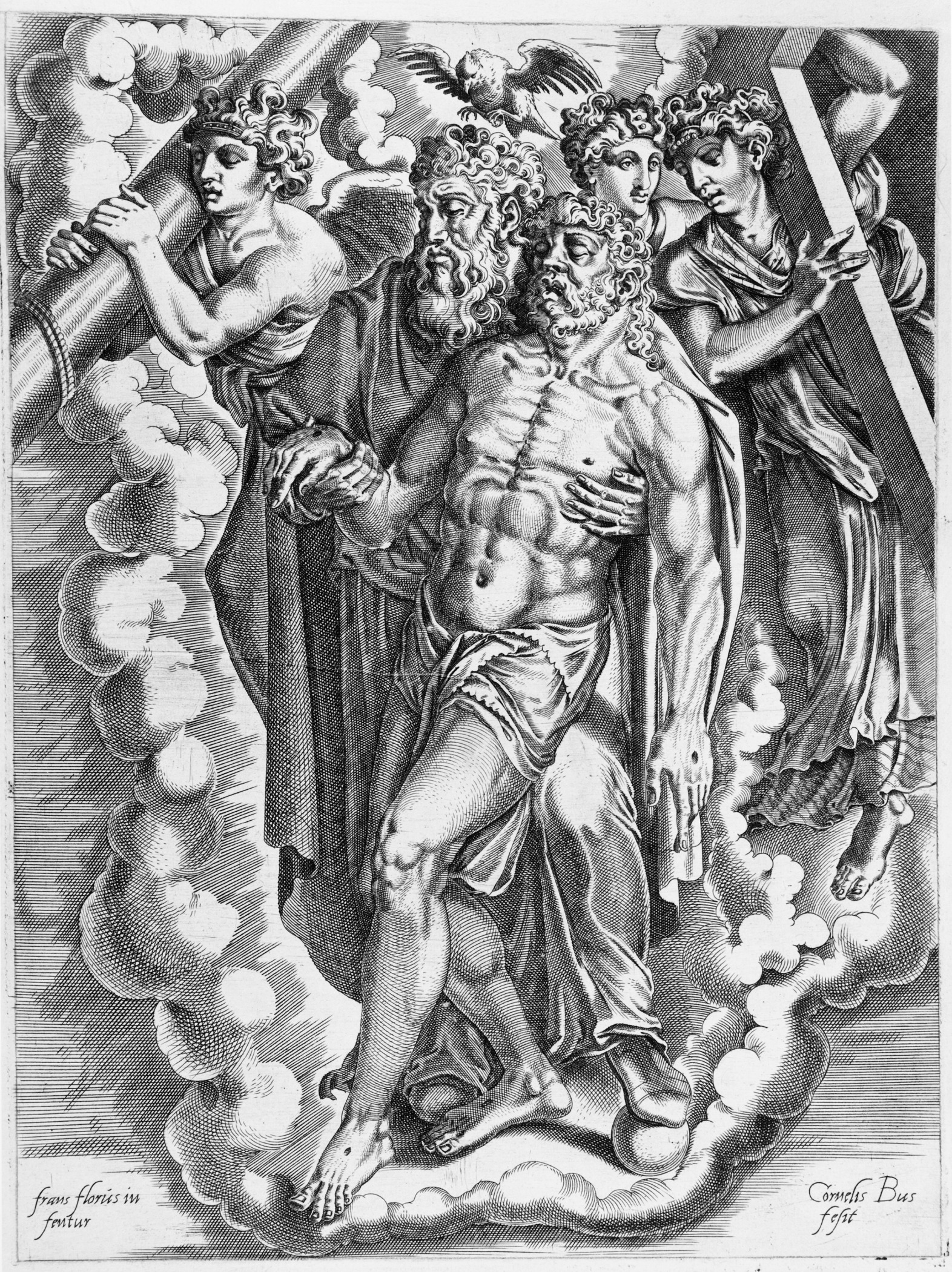
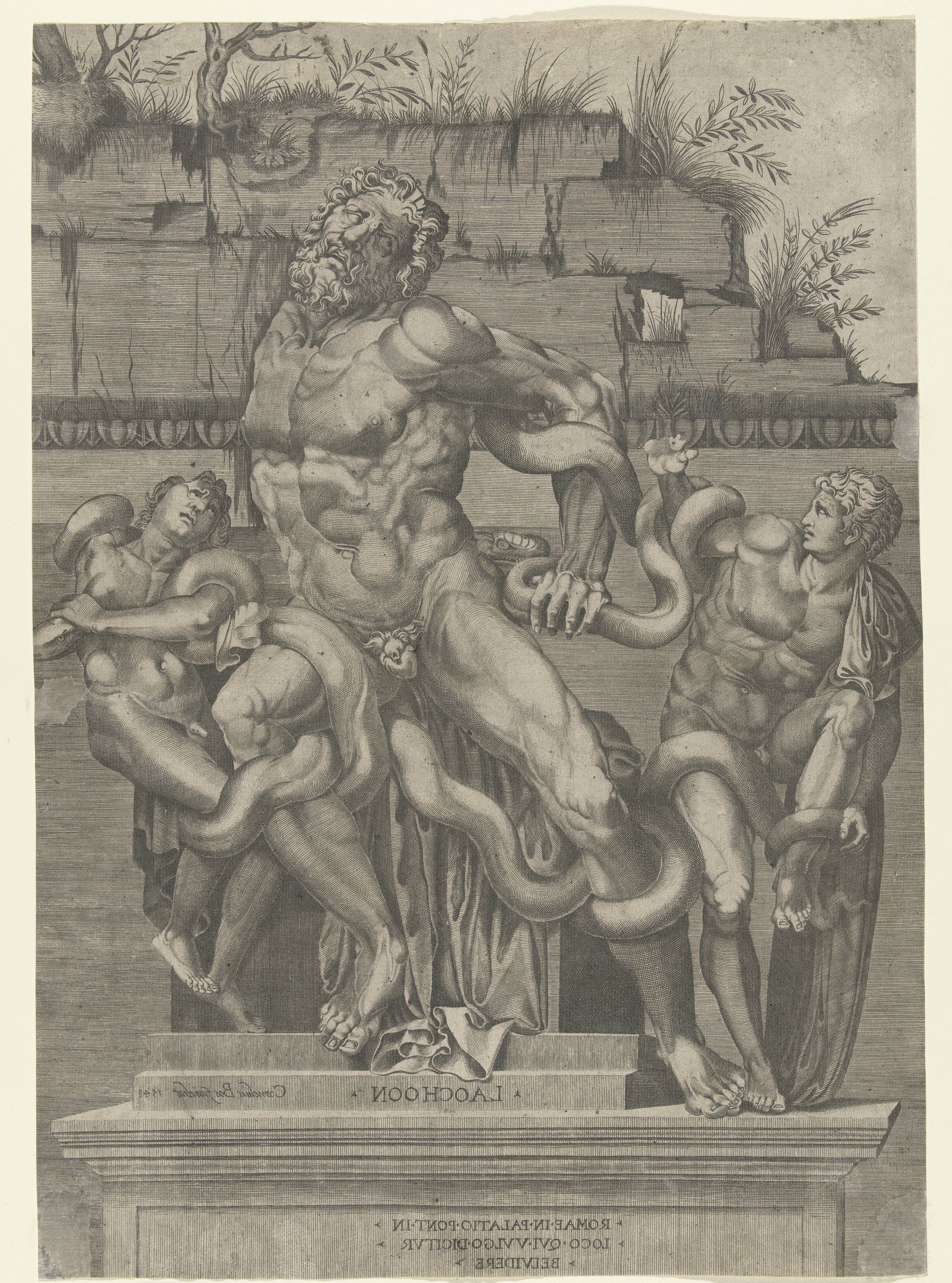
「ラオコーン像」のマルコ・デンテが制作した版画を基にした作品
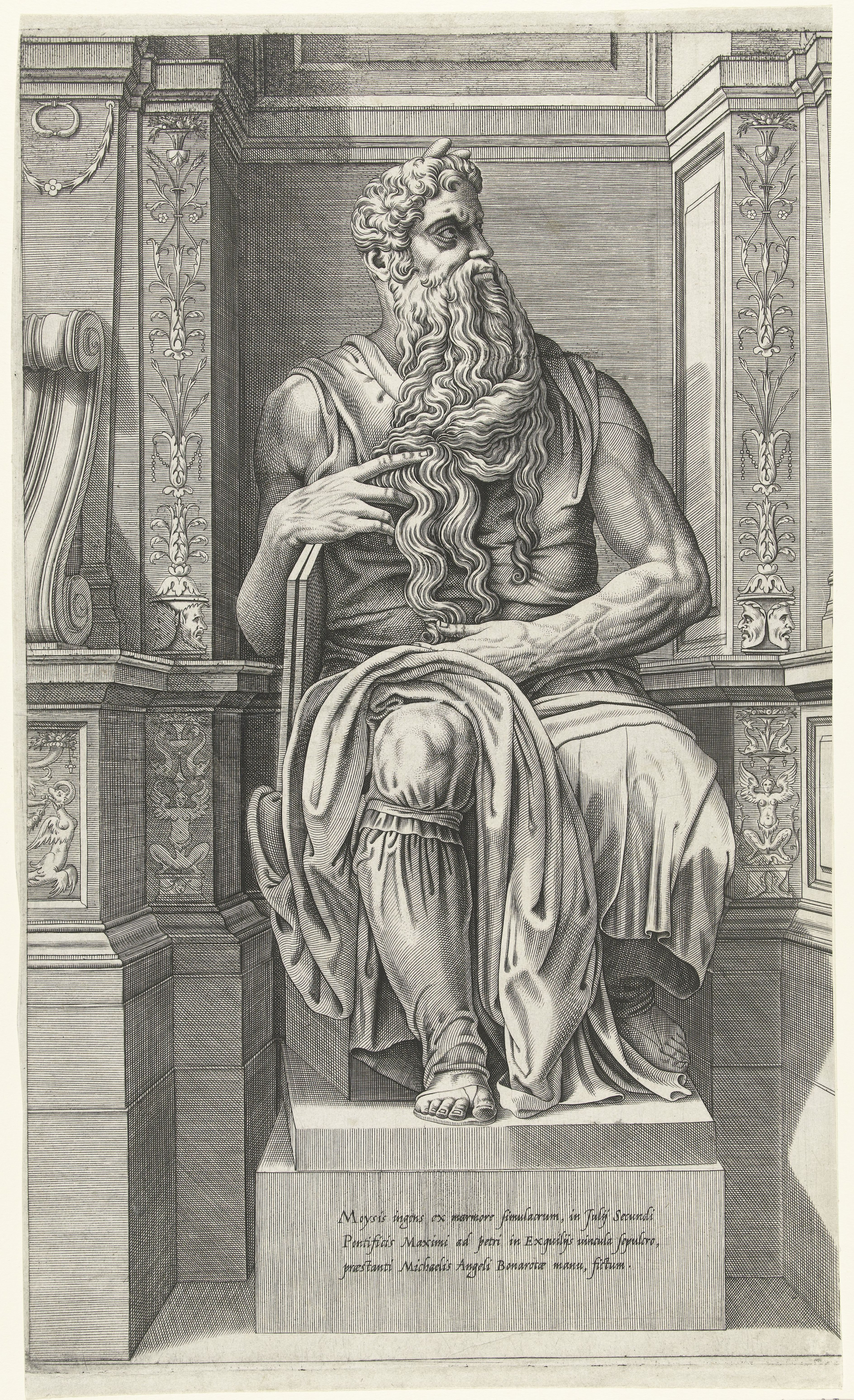
ミケランジェロの『モーゼ像』の版画
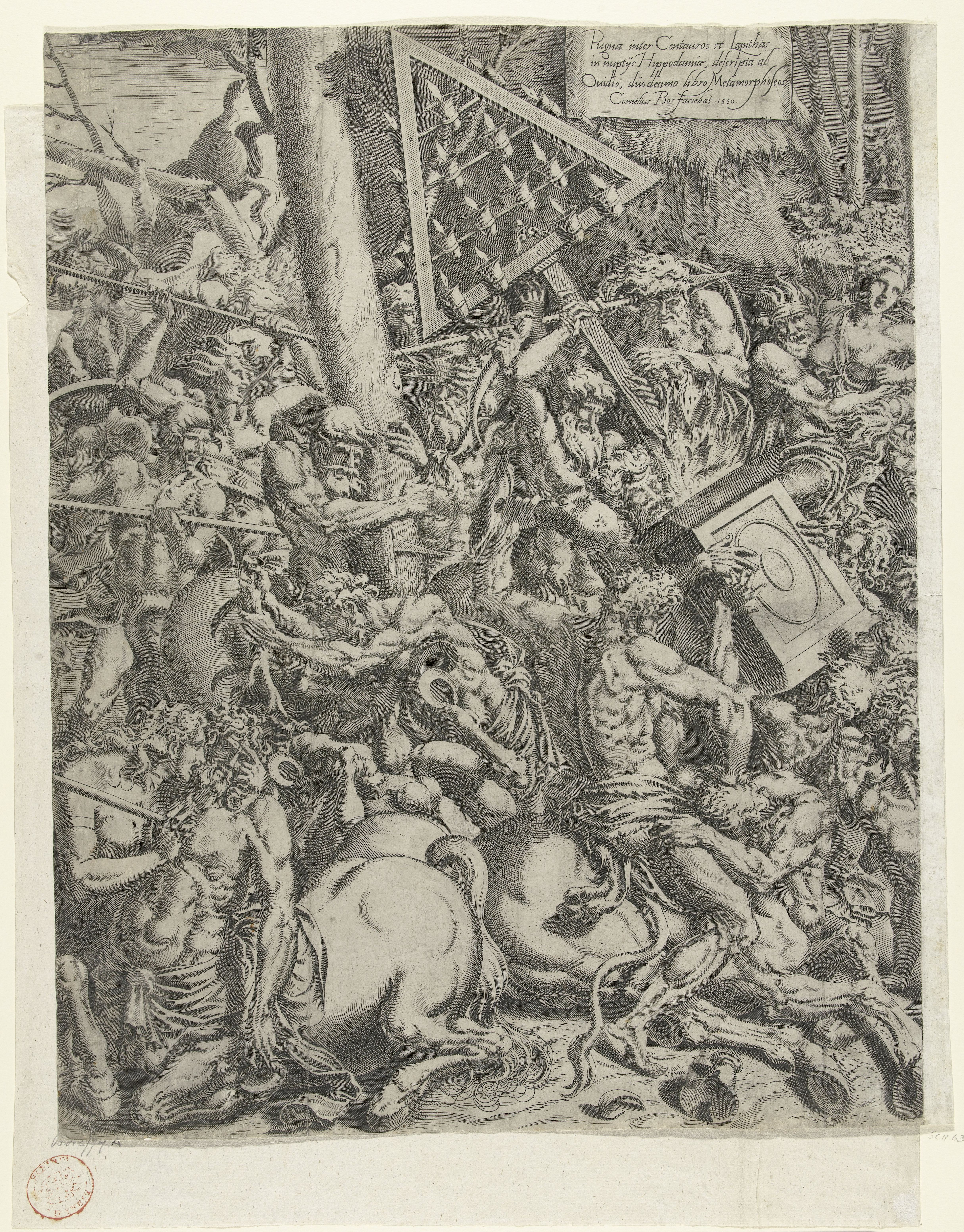
Luca Penniの版画作品をもとにした版画

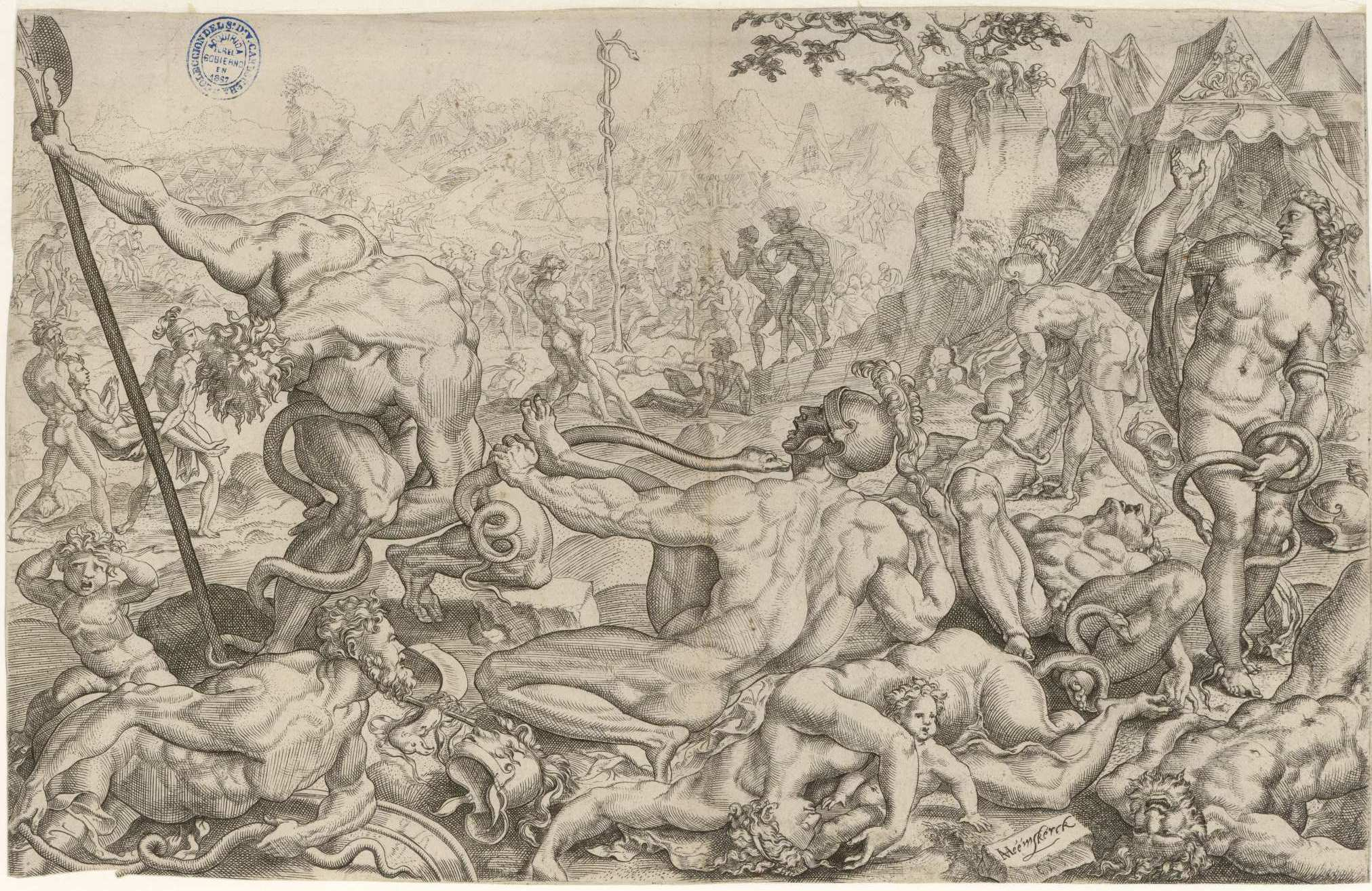
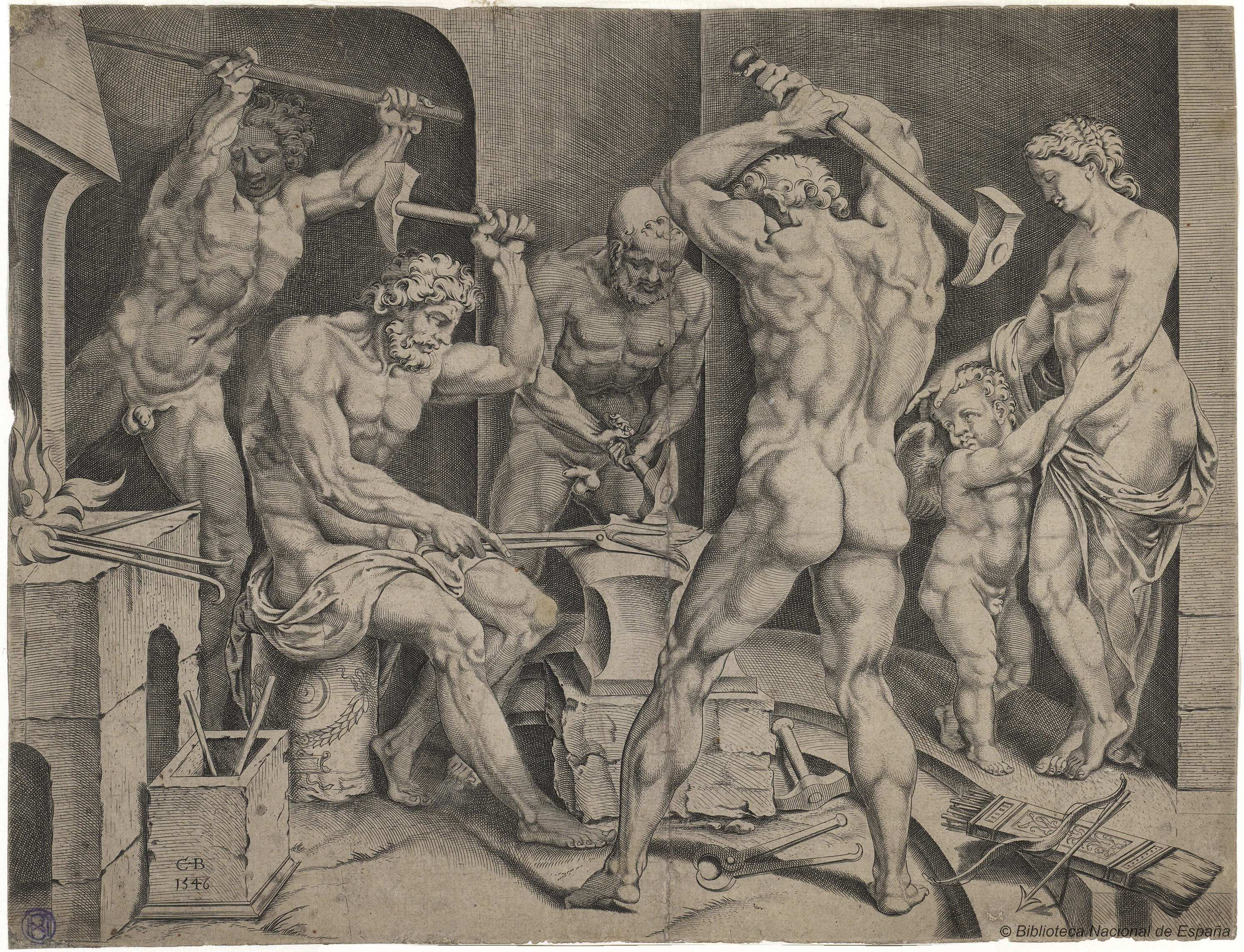
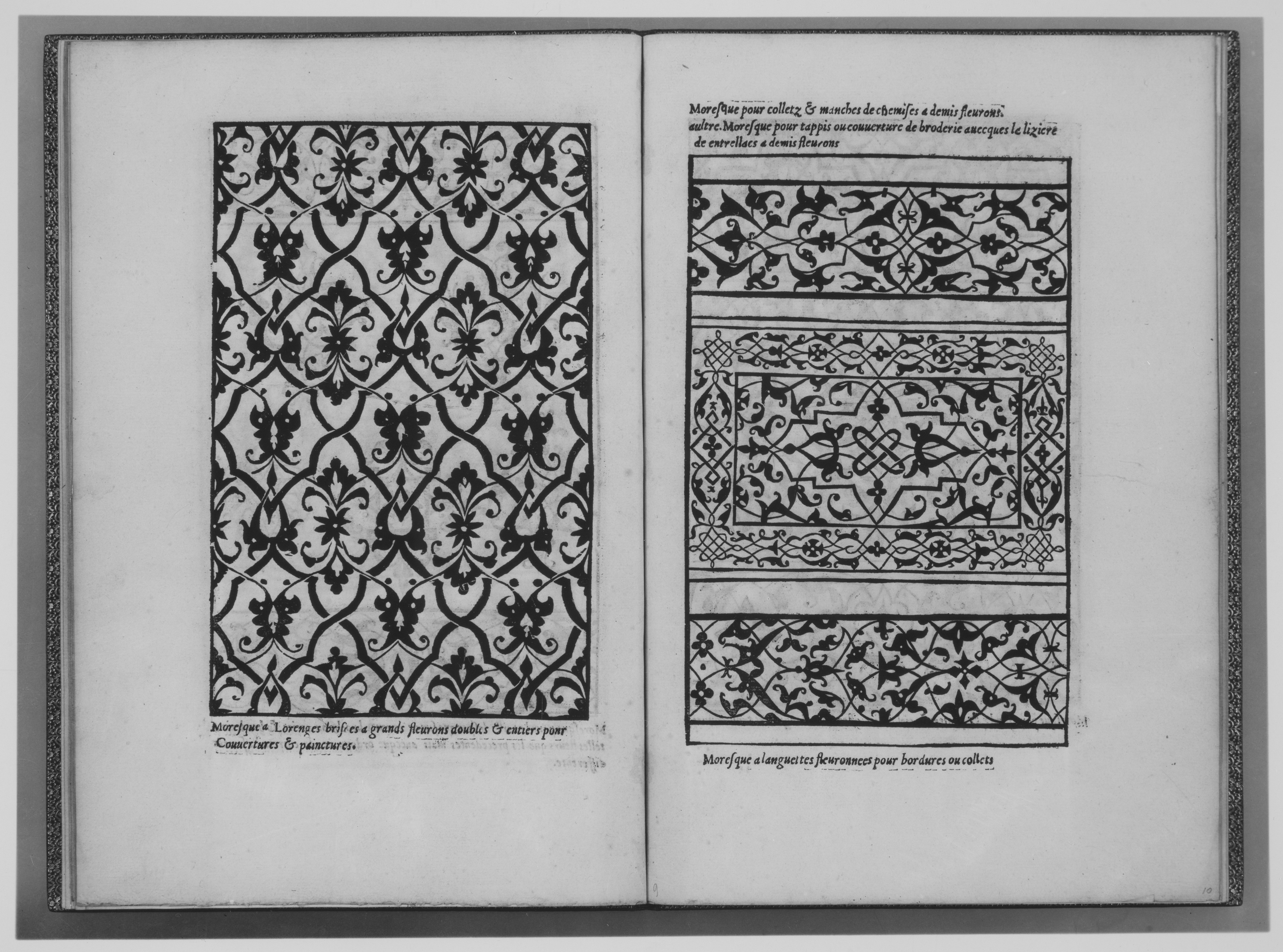
装飾に関する書籍の図版